# 306 př. n. l.

## Hlavy států
- Seleukovská říše – Seleukos I. Níkátor (312–281 př. n. l.)
- Egypt – Ptolemaios I. Sótér (310–282 př. n. l.)
- Bosporská říše – Eumelos (310–304 př. n. l.)
- Bithýnie – Zipoetes I. (326–297 př. n. l.)
- Sparta – Areus I. (309–265 př. n. l.) a Eudamidas I. (331–305 př. n. l.)
- Athény – Anaxicrates (307–306 př. n. l.) » Coroebus (306–305 př. n. l.)
- Makedonie – Kassandros (310–297 př. n. l.)
- Epirus – Alcetas II. (313–306 př. n. l.) a Pyrrhos (307–302 př. n. l.)
- Odryská Thrácie – Seuthes III. (330–300 př. n. l.)
- Římská republika – konzulové Q. Marcius Tremulus a P. Cornelius Arvina (306 př. n. l.)
- Syrakusy – Agathocles (317–289 př. n. l.)
- Numidie – Zelalsen (343–274 př. n. l.)